# Armando Caldas
Armando Caldas (Elvas, 1935 - Lisboa, 13 de março de 2019) foi um ator e encenador português.

## Biografia
Frequentou o curso de atores no Conservatório Nacional.
Estreou-se como ator profissional em 1958 na peça "O Mentiroso” de Goldoni, na Companhia Teatro de Sempre sediada no Teatro Avenida.
Integrou também o Teatro Nacional Popular dirigido por Ribeirinho no Teatro da Trindade.
Em 1961 foi um dos fundadores do Teatro Moderno de Lisboa, sediado no Cinema Império, onde representou diversas peças (ao lado de Carmen Dolores, Armando Cortez, Rogério Paulo…).
Fez também teleteatro na televisão (RTP).
Foi também um dos fundadores do Primeiro Acto - Clube de Teatro, em Algés.
Foi homenageado aquando dos seus 50 anos de carreira, em 2008 no Teatro da Trindade.
Dirigiu o Intervalo - Grupo de Teatro, sedeado em Linda-a-Velha, no Auditório Municipal Lourdes Norberto.
Faleceu em 13 de Março de 2019.

## Televisão
- 1959 - "O Mentiroso"
- 1961 - "O Ausente"[11]
- 1962 - "Um Quadro do Século XIX"
- 1962 - "A Dama das Camélias"[12]
- 1963 - "As Roseiras do Abade Cirilo"
- 1963 - "Nocturno de Chopin"
- 1963 - "O Cárcere Branco"
- 1964 - "O Rapto"
- 1966 - "A Fronteira"

## Teatro (como ator)
- 1958 - "O Mentiroso" - Teatro Avenida[13]
- 1958 - "O Gebo e a Sombra" - Teatro Avenida
- 1959 - "O Fim do Caminho" - Teatro Avenida
- 1959 - "Marido em Rodagem" - Teatro Avenida[14]
- 1959 - "Seis Personagens em Busca de Autor" - Teatro Avenida[15]
- 1959 - "Lucy Crown" - Teatro da Trindade[16]
- 1959 - "Doze Homens Fechados" - Teatro da Trindade
- 1960 - "O Amor, o Dinheiro e a Morte" - Teatro da Trindade[17]
- 1960 - "Leonor Teles" - Teatro da Trindade
- 1961 - "O Tinteiro" - Teatro Moderno de Lisboa (Império)[18]
- 1962 - "Humilhados e Ofendidos" - Teatro Moderno de Lisboa (Império)[19]
- 1962 - "Os Três Chapéus Altos" - Teatro Moderno de Lisboa (Império)[20]
- 1963 - "Ratos e os Homens" - Teatro Moderno de Lisboa (Império)[21]
- 1964 - "Dente Por Dente" - Teatro Moderno de Lisboa (Império)[22]
- 1965 - "O Render dos Heróis" - Teatro Moderno de Lisboa (Império)[23][24]